# 간인노미야 고토히토 친왕
간인노미야 고토히토 친왕(일본어: 閑院宮載仁親王, 1865년 11월 10일 ~ 1945년 5월 20일)는 일본의 군인, 정치인이다. 청일 전쟁, 러일 전쟁에 참전하고 쇼와 천황 시기까지 활약한 일본제국 육군의 군인이다. 일본 황족이며 육군 원수에까지 올랐다.
1919년에 일본군 원수가 되고 1931~40년까지 일본군 육군 참모총장을 맡았다. 후시미노미야 구니이에 친왕(伏見宮邦家親王)의 서자였으나 간인노미야 집안의 양자가 되고 이어 당주가 되었다. 간인노미야 스케히토 친왕(게이코 천황으로 추존)의 4대손이다.

## 생애

### 초기 이력
고토히토는 일본 황족 집안의 하나인 후시미노미야(伏見宮) 집안 출신으로, 후시미노미야 구니이에 친왕과 그의 첩 이타미 요시코(伊丹吉子)의 사이에서 태어났다.
그는 후시미노미야 구니이에 친왕의 제16서자(庶子)로 생모 이타미 요시코는 후시미노미야 친왕의 시녀 출신이었다. 어릴 때 이름은 가네노미야(易宮)이다. 형제로는 고마쓰노미야 아키히토 친왕, 기타시라카와노미야 요시히사 친왕, 가초노미야 히로쓰네 왕, 후시미노미야 사다나루 친왕, 히가시후시미노미야 요리히토 친왕이 있다.
3세 때 메이지 유신 이전의 황족들과 마찬가지로 불교 승려로 산호인(三宝院)종의 승려가 되었다. 일찍이 출가를 했으나, 메이지 4년 다시 환속하였고, 이듬해 먼 친척이자 역시 황족 집안인 간닌노미야의 양자가 되어 간인노미야 스케히토 친왕의 4대손이 되고, 간인노미야 성을 하사받고 이 집안을 계승하게 되었다.
1877년 육군유년학교에 입학하였고, 1878년 친왕(親王)의 칭호를 받았다. 1883년 육군유년학교를 졸업하고 주재무관 자격으로 프랑스에 유학하여 생시르 육군사관학교에 입학하였고, 소뮈르기병학교와 프랑스 육군대학을 졸업하였고, 프랑스 육군의 제7기병연대에서 복무하다가 1891년 귀국하였다.

### 청일 전쟁과 러일 전쟁
1891년 12월 19일 산조 사네토미(三条実美)의 2녀 지에코(智恵子)와 결혼하고, 청일 전쟁이 발발하자 대위로서 참전하였다. 그는 압록강 호산 전투에서 전령 장교로서 빗발치는 포화를 뚫고 말을 달려 임무를 달성하는 모습을 보여주기도 하였다. 이후에 이후 기병대대장을 거쳐 제1기병연대장으로 승진하였고, 참모본부로 발령되었다가 1901년 육군소장으로 승진하여 제2기병여단장으로 취임하였다. 1904년 러일전쟁에서는 만주군총사령부 소속의 무관으로서 종군했다. 러일전쟁에서도 참전하여 크게 러시아군의 배후를 급습하여 패주시키는 등의 공훈을 세우고 전쟁후에 중장으로 승진하였다.

### 원수 승진과 참모총장
1912년 대장이 되었고, 1919년 원수로 승진하였다. 이는 일본 육군 역사상 최연소의 원수였다. 1921년 히로히토 황태자유럽순방에 보좌관으로 수행하였다. 1931년 참모총장에 취임하였다. 당시 육군내에서 황도파와 통제파 간의 파벌 다툼이 한창이어서, 각 세력은 그를 자기파로 끌어들이려고 하였으나, 당시 간닌노미야는 황도파였던 마사키 진자부로(眞崎甚三郎)에 대한 반감때문에 통제파를 지지했고, 마사키가 육군 교육총감에서 해임될 때 영향력을 행사했다고 한다.
한편 마사키 진자부로의 해임은 통제파와 황도파의 갈등을 해결하기는커녕 극대화시켜 암살사건과 쿠데타를 야기하였다.
그리하여 1936년 황도파 장교들에 의한 쿠데타인 2.26 사건이 발생했을 때, 간닌노미야는 참모총장으로서 반란군에 대한 서툰 대응 때문에 쇼와 천황으로부터 질책을 받기도 하였다.

### 생애 후반
1940년 수상 요나이 미쓰마사(米内光政)가 삼국동맹에 반대하는데 육군은 불만을 품었고, 간닌노미야는 내각의 육군대신이었던 하타 슌로쿠(畑俊六)에게 사표를 제출하라고 지시하여 요나이 내각을 붕괴시켰다. 이해 10월 스기야마 하지메(杉山元)에게 참모총장 자리를 넘기고 의정관에 취임하였다.
고토히토의 참모총장 취임에는 당시 육군대신 아라키 사다오가 적극 추천했다 한다. 2.26 당시 참모총장이었으나, 그에 대한 대응이 서툴러서 자신이 교육시킨 쇼와 천황으로부터 질책을 들었다.
1945년 5월 20일 81세로 사망하였다. 장례는 국장으로 치러졌고, 이는 일본 제국 최후의 국장이었다.

## 가족
친왕비 지에코와 2남 6녀를 두었다. 장남은 요절하였고, 외아들인 하루히토 왕(春仁王)은 전후에 황족으로서 재산을 몰수당했다. 그러나 후에 사업을 성공시켜 부유하게 살았으나, 자식이 없던 아내 나오코(直子, 이치조 사네테루(一条実輝)의 딸)와 이혼 소송을 벌이는 와중에서, 아내가 하루히토를 동성애자라고 폭로하는 등의 스캔들을 일으키기도 하였다. 막내딸이자 54세 차이나는 한레코는 첩이였던 조선인 여성 김씨의 딸로 한국에서 나고 자랐다. 현재 고토히토의 남계 후손은 11명의 후손이 남아있다.